# Euparkeriidae
De Euparkeriidae zijn een familie van basale Archosauromorpha en omvatten reptielen uit het Trias-tijdperk. Fossielen zijn bekend uit Rusland, de Volksrepubliek China, Zuid-Afrika, en Polen. 

## Geslachten
- Dorosuchus
- Euparkeria
- Halazhaisuchus
- Osmolskina
- Wangisuchus
- Xilousuchus